# Prix de la critique Tanz der Dinge
Pour les articles homonymes, voir Prix de la critique.
Le prix de la critique Tanz der Dinge est un prix chorégraphique, créé en 2002, et décerné à Berne, en Suisse.
Il est décerné, par la critique spécialisée du monde de la danse contemporaine, à un chorégraphe ou danseur ayant marqué la scène chorégraphique suisse durant l'année écoulée. Le terme Tanz der Dinge correspond au nom d'un magazine suisse consacré à la danse.
Ce prix est délivré parallèlement au Prix suisse de danse et de chorégraphie, lors de la soirée de gala qui clôture le festival de danse des Berner Tanztage (en français : Journées bernoises de la danse).
Il est doté d'un montant de 10 000 francs suisses.
Le prix 2004 a été décerné au chorégraphe de Lausanne Jean-Marc Heim.

## Note
1. ↑  « CV », sur Jean-Marc Heim, 6 avril 2007 (consulté le 30 septembre 2020).